# ディーダー・ホランド
ディーダー・ホランド（Deidre Holland、1966年 - ）は、オランダ（ネーデルラント）出身のポルノ女優。

## 来歴
冒険的な性格で、1980年代の終わりに衝動的にオーストラリアに移り、『Australian Erotica』シリーズの監督ジョン・T・ボーン (John T. Bone) の目にとまった。1989年、オーストラリアに来たのと同様の果敢さでポルノ映画の世界に飛び込み、美貌と抜群のプロポーションで直ぐに人気女優の仲間入りを果たした。
オーストラリアでポルノ映画に出演した数ヶ月後にはアメリカ合衆国に移転し、その直後に共演者だったジョン・ドーと結婚した。2人は多くの映画で共演しセックスシーンを演じた。婚姻関係は1989年から1994年まで続き、その後離婚した。1994年には豊胸手術を受けている。
1992年に『昨夜（きのう）の情事/見つめられた欲望 (The Other Woman)』という一般向映画に出演している。
ヴィヴィッド・エンターテインメントと独占契約を結んでいたが、持ち前の気まぐれで踊りのためにポルノ映画界を引退した。2000年5月のインタビューでアダルト産業から完全に離れ、ヨーロッパに戻ると語っている。2006年9月時点では、ドイツ人歯科医の夫と2人子供たちと共にヨーロッパに住んでいた。

## 受賞歴
- 1991年 AVNアワード 最優秀助演女優（映画） - 『Veil』 [6]
- 1992年 XRCO賞 最優秀レズビアンシーン - 『ワープ/背徳のメソッド (Chameleons: Not The Sequel)』(アシュリン・ギアと共に)[7]
- 1993年 AVN 最優秀レズビアンシーン（映画） - 『ワープ/背徳のメソッド』(アシュリン・ギアと共に)[6]
- 1999年 AVN殿堂[8]